# Danh sách màn hình với mật độ điểm ảnh
Đây là một danh sách chưa hoàn tất, và có thể sẽ không bao giờ thỏa mãn yêu cầu hoàn tất. Bạn có thể đóng góp bằng cách mở rộng nó bằng các thông tin đáng tin cậy.
Đây là danh sách thiết bị hiển thị với mật độ điểm ảnh ở pixel trên cm (ppcm) và pixel trên inch (PPI). Thiết bị màn hình có giới hạn số lượng của pixel có thể hiển thị, và không gian hạn chế mà chúng hiển thị. Trên một máy tính xách tay hoặc điện thoại di động, mật độ điểm ảnh cao hơn là do mong muốn, do những thiết bị này dùng để xem gần. Mật độ điểm ảnh thường chỉ xác định chiều ngang vào dọc.
Màn hình có mật độ điểm ảnh cao nhất hiện nay tính đến  tháng 4 năm 2012, là màn hình 5.2-MP (2.560 x 2.048) 0,61" của MicroOLED, theo tính toán ppi hơn 5.300.

## Thiết bị của nhà sản xuất

### Acer
| Model                | Đường chéo cm (in) | Độ phân giải | ppcm (PPI) | Tỉ lệ màn hình |
| -------------------- | ------------------ | ------------ | ---------- | -------------- |
| Acer Iconia Tab W700 | 29 (11,6)          | 1920x1080    | 75 (190)   | 16:9           |
| Acer Iconia Tab A701 | 26 (10,1)          | 1920x1200    | 88 (224)   | 16:10          |
| Acer Iconia Tab A500 | 26 (10,1)          | 1280x800     | 59 (149)   | 16:10          |
| Acer Iconia Tab A501 | 26 (10,1)          | 1280x800     | 59 (149)   | 16:10          |
| Acer Iconia Tab A510 | 26 (10,1)          | 1280x800     | 59 (149)   | 16:10          |
| Acer Iconia Tab A511 | 26 (10,1)          | 1280x800     | 59 (149)   | 16:10          |
| Acer Iconia Tab A210 | 26 (10,1)          | 1280x800     | 59 (149)   | 16:10          |
| Acer Iconia Tab A211 | 26 (10,1)          | 1280x800     | 59 (149)   | 16:10          |
| Acer Iconia Tab A110 | 18 (7)             | 1024x600     | 46 (118)   |                |

### Ainol
| Model                    | Đường chéo cm (in) | Độ phân giải | ppcm (PPI) | Tỉ lệ màn hình |
| ------------------------ | ------------------ | ------------ | ---------- | -------------- |
| Ainol Novo 7 Crystal     | 18 (7)             | 1.024x600    | 67 (169)   | 16:9           |
| Ainol Novo 7 Aurora I/II | 18 (7)             | 1.024x600    | 67 (169)   | 16:9           |
| Ainol Novo 7 Fire        | 18 (7)             | 1.280x800    | 85 (216)   | 16:9           |
| Ainol Novo10 Hero        | 25 (10)            | 1.280x800    | 59 (151)   | 16:10          |
| Ainol Novo9 Spark        | 25 (9,7)           | 2.048x1.536  | 104 (264)  | 4:3            |

### Alcatel
| Model            | Đường chéo cm (in) | Độ phân giải | ppcm (PPI) | Tỉ lệ màn hình |
| ---------------- | ------------------ | ------------ | ---------- | -------------- |
| ONE TOUCH T20 7' | 18 (7)             | 1024x600     | 67 (169)   | 16:9           |

### Amazon
| Model                                       | Đường chéo cm (in) | Độ phân giải | ppcm (PPI) | Tỉ lệ màn hình | Tỉ lệ điểm ảnh CSS |
| ------------------------------------------- | ------------------ | ------------ | ---------- | -------------- | ------------------ |
| Kindle Fire HDX 8.9"                        | 23 (8,9)           | 2560x1600    | 133 (339)  | 16:10 (1.6:1)  | 1.5                |
| Kindle Fire HD 8.9"                         | 23 (8,9)           | 1920x1200    | 100 (254)  | 16:10 (1.6:1)  | 1.5                |
| Kindle Fire HD 7"                           | 18 (7)             | 1280x800     | 85 (216)   | 16:10 (1.6:1)  | 1.5                |
| Kindle Fire                                 | 18 (7)             | 1024x600     | 67 (169)   | 5.12:3 (1.7:1) | 1                  |
| Kindle DX                                   | 25 (9,7)           | 824x1200     | 59 (150)   | 16:11 (1:1.45) |                    |
| Kindle Paperwhite, Paperwhite 3G            | 15 (6)             | 758x1024     | 83 (212)   | 3:4 (1:1.33)   |                    |
| Kindle, Kindle Keyboard 3G, Touch 3G, Touch | 15 (6)             | 600x800      | 66 (167)   | 3:4 (1:1.33)   |                    |

### Apple
| Model                                | Thế hệ                | Đường chéo cm (in) | Độ phân giải | ppcm (PPI) | Tỉ lệ màn hình | Tỉ lệ hình ảnh CSS |
| ------------------------------------ | --------------------- | ------------------ | ------------ | ---------- | -------------- | ------------------ |
| iPod Classic                         | 5th gen, 6th gen      | 6,4 (2,5)          | 320x240      | 64 (163)   | 4:3            |                    |
| iPod Nano                            | 7th gen               | 6,4 (2,5)          | 240x432      | 80 (202)   | 5:9            |                    |
| iPhone 3GS                           | 3 / 3rd gen           | 8,9 (3,5)          | 320x480      | 64 (163)   | 3:2            | 1                  |
| iPhone 4 / iPod Touch                | 4 / 4th gen           | 8,9 (3,5)          | 960x640      | 128 (326)  | 3:2            | 2                  |
| iPhone 4S / iPod Touch               | 4S / 4th gen          | 8,9 (3,5)          | 960x640      | 128 (326)  | 3:2            | 2                  |
| iPhone 5 / iPod Touch                | 5 / 5th gen           | 10 (4)             | 1136x640     | 128 (326)  | 71:40 (~16:9)  | 2                  |
| iPhone 5C                            | 5C / 5th gen          | 10 (4)             | 1136x640     | 128 (326)  | 71:40 (~16:9)  | 2                  |
| iPhone 5S                            | 5S / 6th gen          | 10 (4)             | 1136x640     | 128 (326)  | 71:40 (~16:9)  | 2                  |
| iPad Mini                            | 1st gen               | 20 (7,9)           | 1024x768     | 64 (163)   | 4:3            | 1                  |
| iPad Mini                            | 2nd gen               | 20 (7,9)           | 2048x1536    | 128 (326)  | 4:3            |                    |
| iPad                                 | 1st gen, 2 gen        | 25 (9,7)           | 1024x768     | 52 (132)   | 4:3            | 1                  |
| iPad / iPad Air                      | 3rd gen, 4th gen      | 25 (9,7)           | 2048x1536    | 104 (264)  | 4:3            | 2                  |
| MacBook Air 11-inch                  | Cuối 2010 – giữa-2013 | 29 (11,6)          | 1366x768     | 53 (135)   | 16:9           | 1                  |
| MacBook Air 13-inch                  | Cuối 2010 – giữa-2013 | 34 (13,3)          | 1440x900     | 50 (128)   | 8:5 (16:10)    | 1                  |
| MacBook Pro 13-inch                  | Giữa-2009 – giữa-2012 | 34 (13,3)          | 1280x800     | 44 (113)   | 8:5 (16:10)    | 1                  |
| MacBook Pro 13-inch Retina display   | Cuối 2012 - đầu 2013  | 34 (13,3)          | 2560x1600    | 89 (227)   | 8:5 (16:10)    | 2                  |
| MacBook Pro 15-inch                  | Đầu 2006 – giữa-2012  | 39 (15,4)          | 1440x900     | 43 (110)   | 8:5 (16:10)    | 1                  |
| MacBook Pro 15-inch w/ Hi-Res screen | Giữa-2010 – giữa-2012 | 39 (15,4)          | 1680x1050    | 50 (128)   | 8:5 (16:10)    | 1                  |
| MacBook Pro 15-inch Retina display   | Giữa-2012 - đầu 2013  | 39 (15,4)          | 2880x1800    | 87 (220)   | 8:5 (16:10)    | 2                  |
| iMac 21.5-inch                       | Cuối 2009 – cuối 2013 | 55 (21,5)          | 1920x1080    | 40 (102)   | 16:9           | 1                  |
| iMac 27-inch                         | Cuối 2009 – cuối 2013 | 69 (27)            | 2560x1440    | 43 (109)   | 16:9           | 1                  |
| Thunderbolt Display                  | Giữa-2011             | 69 (27)            | 2560x1440    | 43 (109)   | 16:9           | 1                  |

| Model               | Thế hệ                             | Đường chéo cm (in) | Độ phân giải | ppcm (PPI) | Tỉ lệ                 |
| ------------------- | ---------------------------------- | ------------------ | ------------ | ---------- | --------------------- |
| iPod Nano           | 1st gen, 2nd gen                   | 3,8 (1,5)          | 176x132      | 58 (147)   | 4:3                   |
| iPod Nano           | 3rd gen                            | 5,1 (2)            | 320x240      | 80 (204)   | 4:3                   |
| iPod Nano           | 4th gen                            | 5,1 (2)            | 320x240      | 80 (204)   | 4:3                   |
| iPod Nano           | 5th gen                            | 5,1 (2)            | 376x240      | 80 (204)   | 47:30 (~5.1:8, 3:4.7) |
| iPod Nano           | 6th gen                            | 3,9 (1,54)         | 240x240      | 87 (220)   | 1:1                   |
| iPhone / iPod Touch | Original — 3GS / 1st gen — 3rd gen | 9,0 (3,54)         | 480x320      | 64 (163)   | 3:2                   |
| MacBook Pro         | pre-Unibody                        | 43 (17)            | 1680x1050    | 46 (117)   | 8:5                   |
| MacBook 13-inch Al  | Cuối-2008 aluminum                 | 34 (13,3)          | 1280x800     | 44 (112)   | 8:5 (16:10)           |
| MacBook Pro 17-inch | Giữa/cuối 2007 – cuối 2011         | 43 (17)            | 1920x1200    | 52 (132)   | 8:5 (16:10)           |
| iMac                | Giữa-2007                          | 51 (20)            | 1680x1050    | 39 (99)    | 8:5                   |
| iMac                | Giữa-2007                          | 61 (24)            | 1920x1200    | 37 (94)    | 8:5                   |
| Original Macintosh  | 1984                               | 23 (9)             | 512x342      | 28 (72)    | 3:2                   |

### Asus
| Model                                          | Đường chéo cm (in) | Độ phân giải | ppcm (PPI) | Tỉ lệ màn hình | Tỉ lệ điểm ảnh CSS                 | Mật độ               |
| ---------------------------------------------- | ------------------ | ------------ | ---------- | -------------- | ---------------------------------- | -------------------- |
| Eee 700                                        | 18 (7)             | 800x480      | 52 (133)   | 5:3            |                                    |                      |
| Eee 900/901                                    | 23 (8,9)           | 1024x600     | 52 (133)   | 5.12:3         |                                    |                      |
| Eee 1000                                       | 26 (10,2)          | 1024x600     | 57 (146)   | 5.12:3         |                                    |                      |
| Eee 1005HR                                     | 26 (10,1)          | 1366x768     | 62 (158)   | ~5.33:3        |                                    |                      |
| Eee 1101HA                                     | 29 (11,6)          | 1366x768     | 53 (135)   | ~5.33:3        |                                    |                      |
| Eee 1215T                                      | 31 (12,1)          | 1366x768     | 51 (130)   | ~5.33:3        |                                    |                      |
| Eee Pad Transformer/Transformer Pad 300 Series | 26 (10,1)          | 1280x800     | 59 (150)   | 8:5 (4.8:3)    |                                    |                      |
| Nexus 7 (2012 version)                         | 18 (7)             | 1280x800     | 85 (216)   | 8:5 (4.8:3)    | 1.325                              | hdpi (xhdpi appicon) |
| Nexus 7 (2013 version)                         | 18 (7)             | 1920x1200    | 127 (323)  | 8:5 (4.8:3)    | 2.0                                | xhdpi                |
| Transformer Pad Infinity                       | 26 (10,1)          | 1920x1200    | 88 (224)   | 8:5 (4.8:3)    |                                    |                      |
| X58L                                           | 39 (15,4)          | 1280x800     | 39 (98)    | 8:5 (4.8:3)    |                                    |                      |
| VivoTab RT TF600T                              | 26 (10,1)          | 1366x768     | 61 (155)   | 16:9           | "Outdoor Readable" 600 nits screen |                      |

### BlackBerry
| Model                | Đường chéo cm (in) | Độ phân giải | ppcm (PPI) | Tỉ lệ màn hình | Tỉ lệ điểm ảnh CSS                     |
| -------------------- | ------------------ | ------------ | ---------- | -------------- | -------------------------------------- |
| BlackBerry PlayBook  | 18 (7)             | 1024x600     | 67 (169)   | 15:9–16:9      | 1                                      |
| BlackBerry Z10       | 11 (4,2)           | 1280x768     | 140 (356)  | 15:9–16:9      | 2.2 (trên giả lập) 2.0 (trên thiết bị) |
| BlackBerry Z30       | 13 (5,0)           | 720x1280     | 116 (295)  | 15:9–16:9      |                                        |
| BlackBerry Bold 9900 | 7,1 (2,8)          | 640x480      | 113 (287)  | 4:3            | 1                                      |
| BlackBerry 10 Nevada |                    | 720x720      | 138 (351)  | 1:1            |                                        |

### Google
| Model          | Đường chéo cm (in) | Độ phân giải | ppcm (PPI) | Tỉ lệ điểm ảnh CSS | Mật độ |
| -------------- | ------------------ | ------------ | ---------- | ------------------ | ------ |
| Glass Explorer |                    | 640x360      |            |                    | hdpi   |

### HP
| Model              | Đường chéo cm (in) | Độ phân giải | ppcm (PPI) |
| ------------------ | ------------------ | ------------ | ---------- |
| HP Elitebook 2760p | 31 (12,1)          | 1280x800     |            |
| HP TouchPad        | 25 (9,7)           | 1024x768     | 52 (132)   |
| HP ZR30w           | 75 (29,7)          | 2560x1600    | 40 (101)   |

### HTC
| Model                                                | Đường chéo cm (in) | Độ phân giải | ppcm (PPI) | Tỉ lệ điểm ảnh CSS | Mật độ |
| ---------------------------------------------------- | ------------------ | ------------ | ---------- | ------------------ | ------ |
| J Butterfly                                          | 13 (5)             | 1920x1080    | 170 (440)  | 3.0                |        |
| Wildfire                                             | 8,1 (3,2)          | 240x320      | 49 (125)   |                    |        |
| Salsa                                                | 8,1 (3,2)          | 320x480      | 67 (170)   |                    |        |
| Tattoo, Touch2, Wizard                               | 7,1 (2,8)          | 240x320      | 56 (143)   |                    |        |
| Aria, Dream, Gratia, Hero, Legend, Magic, Wildfire S | 8,1 (3,2)          | 320x480      | 71 (181)   |                    |        |
| Evo, HD2, Thunderbolt                                | 11 (4,3)           | 480x800      | 85 (217)   | 1.5                |        |
| ChaCha                                               | 6,6 (2,6)          | 320x480      | 87 (222)   |                    |        |
| Rezound, First                                       | 11 (4,3)           | 720x1280     | 135 (342)  |                    |        |
| Desire HD                                            | 11 (4,3)           | 480x800      | 85 (217)   | 1.5                | hdpi   |
| Touch HD                                             | 9,7 (3,8)          | 480x800      | 96 (245)   |                    |        |
| Desire, Desire Z, Desire S, Droid Incredible         | 9,4 (3,7)          | 480x800      | 99 (252)   |                    |        |
| Desire, Nexus One                                    | 9,4 (3,7)          | 480x800      | 99 (252)   | 1.5                |        |
| Sensation, Evo 3D                                    | 11 (4,3)           | 960x540      | 101 (256)  | 1.5                |        |
| Sensation XE                                         | 11 (4,3)           | 960x540      | 101 (256)  | 1.5                |        |
| Touch Pro2                                           | 9,1 (3,6)          | 480x800      | 102 (259)  |                    |        |
| Touch Diamond, Touch Pro                             | 7,1 (2,8)          | 640x480      | 113 (286)  |                    |        |
| One X, EVO LTE                                       | 12 (4,7)           | 720x1280     | 123 (312)  | 2.0                |        |
| Touch Diamond2                                       | 8,1 (3,2)          | 480x800      | 115 (292)  |                    |        |
| One                                                  | 12 (4,7)           | 1920x1080    | 184 (468)  | 3.0                | xxhdpi |
| One Max                                              | 15 (5,9)           | 1920x1080    | 144 (367)  |                    |        |
| One SV                                               | 11 (4,3)           | 480x800      | 85 (216)   | 1.5                |        |

### Huawei
| Model            | Đường chéo cm (in) | Độ phân giải | ppcm (PPI) | Tỉ lệ điểm ảnh CSS |
| ---------------- | ------------------ | ------------ | ---------- | ------------------ |
| Ascend D quad XL | 11 (4,5)           | 1280x720     | 128 (326)  |                    |
| Ascend G615      | 11 (4,5)           | 1280x720     | 128 (326)  |                    |
| Ascend D2        | 13 (5)             | 1920x1080    | 174 (443)  |                    |
| Ascend P1        | 11 (4,3)           | 960x540      | 101 (256)  |                    |

### IBM
| Model                      | Đường chéo cm (in) | Độ phân giải | ppcm (PPI) |
| -------------------------- | ------------------ | ------------ | ---------- |
| IBM T220/T221 LCD monitors | 56 (22,2)          | 3840x2400    | 80 (204)   |

### Jolla
| Model | Đường chéo cm (in) | Độ phân giải | ppcm (PPI) | Tỉ lệ màn hình |
| ----- | ------------------ | ------------ | ---------- | -------------- |
| Jolla | 11 (4,5)           | 540x960      | 96 (245)   | 9:16           |

### LG
| Model               | Đường chéo cm (in) | Độ phân giải | ppcm (PPI) | Tỉ lệ điểm ảnh CSS |
| ------------------- | ------------------ | ------------ | ---------- | ------------------ |
| LG Optimus One      | 8,1 (3,2)          | 320x480      | 71 (180)   | 1.5                |
| LG Optimus 2X       | 10 (4,0)           | 480x800      | 92 (233)   | 1.5                |
| LG Optimus LTE      | 11 (4,5)           | 720x1280     | 130 (329)  | 1.7                |
| LU1400              | 7,1 (2,8)          | 480x800      | 131 (333)  | 1.5                |
| LG Optimus 3D       | 11 (4,3)           | 480x800      | 85 (217)   | 1.5                |
| LG Spectrum (VS920) | 11 (4,5)           | 720x1280     | 128 (326)  | 1.7                |
| LG Optimus 4X HD    | 12 (4,7)           | 720x1280     | 123 (312)  | 1.7                |
| LG Optimus G        | 12 (4,7)           | 768x1280     | 130 (320)  | 2.0                |
| LG G2               | 13 (5,2)           | 1920x1080    | 167 (424)  | 3                  |
| LG G Flex           | 15 (6,0)           | 1280x720     | 96 (245)   |                    |
| LG Nexus 4          | 12 (4,7)           | 768x1280     | 130 (320)  | 2                  |
| LG Nexus 5          | 12,6 (4,95)        | 1920x1080    | 175 (445)  | 3                  |
| LG Optimus Black    | 10 (4,0)           | 480x800      | 92 (233)   | 1.5                |
| LG Optimus G Pro    | 14 (5,5)           | 1080x1920    | 160 (400)  | 3                  |
| LG 29EA93           | 74 (29)            | 1080x2560    | 0 (0)      | 2.37               |

### Microsoft
| Model         | Đường chéo cm (in) | Độ phân giải | ppcm (PPI) | Tỉ lệ điểm ảnh CSS |
| ------------- | ------------------ | ------------ | ---------- | ------------------ |
| Surface Pro   | 27 (10,6)          | 1920x1080    | 82 (208)   | 1.5                |
| Surface Pro 2 | 27 (10,6)          | 1920x1080    | 82 (208)   | 1.5                |
| Surface       | 27 (10,6)          | 1366x768     | 58 (148)   | 1                  |
| Surface 2     | 27 (10,6)          | 1920x1080    | 82 (208)   | 1.5                |

### Motorola Mobility
| Model         | Đường chéo cm (in) | Độ phân giải | ppcm (PPI) | Tỉ lệ điểm ảnh CSS |
| ------------- | ------------------ | ------------ | ---------- | ------------------ |
| Defy          | 9,4 (3,7)          | 854x480      | 104 (265)  | 1.5                |
| Droid         | 9,4 (3,7)          | 854x480      | 104 (265)  |                    |
| Droid 3       | 10 (4)             | 960x540      | 110 (280)  |                    |
| Droid 4       | 10 (4)             | 960x540      | 110 (280)  |                    |
| Droid X       | 11 (4,3)           | 854x480      | 90 (228)   |                    |
| Droid Razr    | 11 (4,3)           | 960x540      | 101 (256)  |                    |
| Droid Razr HD | 12 (4,7)           | 1280x720     | 123 (312)  |                    |
| Atrix 4G      | 10 (4)             | 960x540      | 108 (275)  |                    |
| Atrix 2       | 11 (4,3)           | 960x540      | 101 (256)  |                    |
| Moto G        | 11 (4,5)           | 1280x720     | 128 (326)  | 2                  |
| Moto X        | 12 (4,7)           | 1280x720     | 124 (316)  | 2                  |
| Milestone     | 9,4 (3,7)          | 480x854      | 104 (265)  | 1.5                |
| Xoom          | 26 (10,1)          | 1280x800     | 59 (149)   |                    |
| Xyboard       | 26 (10,1)          | 1280x800     | 59 (149)   |                    |

### Nintendo
| Model            | Đường chéo cm (in) | Độ phân giải | ppcm (PPI) |
| ---------------- | ------------------ | ------------ | ---------- |
| Game Boy         | 6,6 (2,6)          | 160x144      | 33 (83)    |
| Game Boy Advance | 7,4 (2,9)          | 240x160      | 39 (99)    |
| Game Boy Micro   | 5,1 (2)            | 240x160      | 57 (144)   |

### Nokia
| Model                                | Đường chéo cm (in) | Độ phân giải | ppcm (PPI) | Tỉ lệ điểm ảnh CSS |
| ------------------------------------ | ------------------ | ------------ | ---------- | ------------------ |
| N80                                  | 5,3 (2,1)          | 352x416      | 101 (256)  |                    |
| 770, N800, N810                      | 10 (4,1)           | 800x480      | 89 (225)   | 5:3 / 15:9         |
| 6300                                 | 5,1 (2)            | 240x320      | 77 (196)   |                    |
| N95, N85                             | 6,6 (2,6)          | 240x320      | 60 (153)   |                    |
| N92, N95 8GB, N96                    | 7,1 (2,8)          | 240x320      | 56 (143)   |                    |
| N70, N72                             | 5,3 (2,1)          | 176x208      | 51 (130)   |                    |
| E51                                  | 5,1 (2)            | 240x320      | 79 (200)   |                    |
| E6                                   | 6,2 (2,46)         | 640x480      | 129 (328)  |                    |
| E70, N90                             | 5,3 (2,1)          | 352x416      | 102 (259)  |                    |
| E71                                  | 6,0 (2,36)         | 240x320      | 67 (169)   |                    |
| 5800, X6                             | 8,1 (3,2)          | 640x360      | 90 (229)   |                    |
| 5530                                 | 7,4 (2,9)          | 640x360      | 100 (253)  |                    |
| N97, N8, C7-00                       | 8,9 (3,5)          | 640x360      | 82 (209)   |                    |
| N900                                 | 8,9 (3,5)          | 800x480      | 105 (267)  |                    |
| C5-03, C6-01                         | 8,1 (3,2)          | 640x360      | 90 (229)   |                    |
| C3 Touch and Type, X3 Touch and Type | 6,1 (2,4)          | 320x240      | 66 (167)   |                    |
| E7-00, X7                            | 10 (4)             | 640x360      | 72 (184)   |                    |
| Lumia 710                            | 9,4 (3,7)          | 800x480      | 99 (252)   | 1.5                |
| Lumia 800                            | 9,4 (3,7)          | 800x480      | 99 (252)   |                    |
| Lumia 820, Lumia 822, Lumia 720      | 11 (4,3)           | 800x480      | 85 (217)   |                    |
| Lumia 900                            | 11 (4,3)           | 800x480      | 85 (217)   |                    |
| Lumia 920, Lumia 925, Lumia 928      | 11 (4,5)           | 1280x768     | 131 (332)  | 5:3 / 15:9         |
| Lumia 1020                           | 11 (4,5)           | 1280x768     | 131 (334)  | 15:9               |
| Lumia 1320                           | 15 (6)             | 1280x720     | 96 (245)   |                    |
| Lumia 1520                           | 15 (6)             | 1920x1080    | 145 (368)  |                    |
| Lumia 2520                           | 26 (10,1)          | 1920x1080    | 86 (218)   |                    |

### Olipad
| Model          | Đường chéo cm (in) | Độ phân giải | ppcm (PPI) |
| -------------- | ------------------ | ------------ | ---------- |
| Olipad 3       | 26 (10,1)          | 1280x800     | nd         |
| Olipad Graphos | 21 (8,3)           | 1024x768     | nd         |

### OLPC
| Model                      | Đường chéo cm (in) | Độ phân giải | ppcm (PPI) |
| -------------------------- | ------------------ | ------------ | ---------- |
| XO-1 luminance/sunlit      | 19 (7,5)           | 1200x900     | 79 (200)   |
| XO-1 effective chrominance | 19 (7,5)           | 693x520      | 45 (115)   |
| XO-1 backlit perceptual    | 19 (7,5)           | 984x738      | 65 (164)   |

### Openmoko
| Model          | Đường chéo cm (in) | Độ phân giải | ppcm (PPI) |
| -------------- | ------------------ | ------------ | ---------- |
| Neo 1973       | 7,1 (2,8)          | 480x640      | 111 (282)  |
| Neo FreeRunner | 7,1 (2,8)          | 480x640      | 111 (282)  |

### OpenPandora
| Model   | Đường chéo cm (in) | Độ phân giải | ppcm (PPI) |
| ------- | ------------------ | ------------ | ---------- |
| Pandora | 11 (4,3)           | 800x480      | 85 (217)   |

### Oppo
| Model  | Đường chéo cm (in) | Độ phân giải | ppcm (PPI) |
| ------ | ------------------ | ------------ | ---------- |
| Find 5 | 13 (5)             | 1920x1080    | 174 (441)  |
| Find 7 | 14 (5,5)           | 2560x1440    | 212 (538)  |
| N1     | 15 (5,9)           | 1920x1080    | 148 (377)  |

### Palm
| Model       | Đường chéo cm (in) | Độ phân giải | ppcm (PPI) |
| ----------- | ------------------ | ------------ | ---------- |
| Pre / Pre 2 | 7,9 (3,1)          | 480x320      | 73 (186)   |
| Centro      | 5,7 (2,25)         | 320x320      | 79 (201)   |

### Panasonic
| Model | Đường chéo cm (in) | Độ phân giải | ppcm (PPI) |
| ----- | ------------------ | ------------ | ---------- |
| ELUGA | 11 (4,3)           | 960x540      | 101 (256)  |

### Pioneer
| Model           | Đường chéo cm (in) | Độ phân giải | ppcm (PPI) |
| --------------- | ------------------ | ------------ | ---------- |
| PRO-111FD/KUCXC | 130 (50)           | 1920x1080    | 17 (44)    |

### Pixel Qi
| Model     | Đường chéo cm (in) | Độ phân giải | ppcm (PPI) |
| --------- | ------------------ | ------------ | ---------- |
| PQ 3Qi-01 | 26 (10,1)          | 1024×600     | 46 (118)   |
| PQ101WX01 | 26 (10,1)          | 1280×800     | 59 (150)   |
| PQ070WS02 | 18 (7)             | 1024×600     | 67 (170)   |

### Samsung
| Model                           | Đường chéo cm (in) | Độ phân giải | ppcm (PPI) | Tỉ lệ màn hình                               | Tỉ lệ điểm ảnh CSS        | Mật độ |
| ------------------------------- | ------------------ | ------------ | ---------- | -------------------------------------------- | ------------------------- | ------ |
| ATIV SmartPC Pro                | 47 (18,6)          | 1920x1080    | 75 (190)   | 16:9                                         |                           |        |
| SWD-M100                        | 11 (4,3)           | 480x800      | 85 (217)   | 3:5                                          |                           |        |
| Epic (D700)                     | 10 (4)             | 480x800      | 92 (233)   | 3:5                                          | 1.5                       |        |
| Focus S                         | 11 (4,3)           | 480x800      | 92 (233)   | 3:5                                          |                           |        |
| Jet (S8000)                     | 7,9 (3,1)          | 480x800      | 120 (300)  | 3:5                                          |                           |        |
| Wave (S8500)                    | 8,4 (3,3)          | 480x800      | 111 (282)  | 3:5                                          |                           |        |
| Nexus S SAMOLED                 | 10 (4,0)           | 480x800      | 93 (235)   | 3:5                                          | 1.5                       |        |
| Nexus S LCD                     | 10 (4,0)           | 480x800      | 93 (235)   | 3:5                                          | 1.5                       |        |
| Galaxy W (I8150)                | 9,4 (3,7)          | 480x800      | 99 (252)   | 3:5                                          |                           |        |
| Galaxy S (I9000)                | 10 (4,0)           | 480x800      | 92 (233)   | 3:5                                          |                           | hdpi   |
| Galaxy S Plus (I9001)           | 10 (4,0)           | 480x800      | 92 (233)   | 3:5                                          | 1.5                       |        |
| Galaxy S II (I9100)             | 10,8 (4,27)        | 480x800      | 86 (219)   | 3:5                                          | 1.5 không xác định        | hdpi   |
| Galaxy S III (I9300)            | 12 (4,8)           | 720x1280     | 120 (306)  | 9:16                                         | 2                         | xhdpi  |
| Galaxy S4 (I9500)               | 13 (5)             | 1080x1920    | 174 (441)  | 9:16                                         | 3.0 (tested)              | xxhdpi |
| Galaxy Nexus                    | 11,8 (4,65)        | 720x1280     | 124 (316)  | 9:16                                         | 2                         | xhdpi  |
| Galaxy Tab                      | 18 (7)             | 600x1024     | 67 (171)   | 75:128 (18.75:32, 9.375:16, 9:15.36, 3:5.12) | 1, 1.5 for older versions |        |
| Galaxy Tab 7.7                  | 20 (7,7)           | 800x1280     | 77 (196)   |                                              |                           |        |
| Galaxy Tab 8.9                  | 23 (8,9)           | 800x1280     | 67 (169)   | 5:8                                          |                           |        |
| Galaxy Tab 10.1                 | 26 (10,1)          | 800x1280     | 59 (149)   | 5:8                                          |                           |        |
| Galaxy Tab 2 7.0                | 18 (7,0)           | 600x1024     | 67 (170)]  | 75:128                                       |                           |        |
| Galaxy Note                     | 13 (5,3)           | 800x1280     | 112 (285)  | 5:8 (10:16)                                  | 2                         | xhdpi  |
| Galaxy Note II                  | 14,1 (5,55)        | 720x1280     | 105 (267)  | 9:16                                         | 2                         | xhdpi  |
| Galaxy Note 3                   | 14,5 (5,70)        | 1080x1920    | 153 (388)  | 9:16                                         | 3                         |        |
| Galaxy Note 10.1                | 26 (10,1)          | 1280x800     | 59 (149)   | 8:5 (16:10)                                  |                           |        |
| Galaxy Note 10.1 (2014 Edition) | 26 (10,1)          | 2560x1600    | 118 (299)  | 8:5 (16:10)                                  |                           | xhdpi  |
| Galaxy Note 8                   | 20 (8,0)           | 1280x800     | 74 (189)   | 8:5 (16:10)                                  |                           |        |
| Galaxy Ace                      | 8,9 (3,5)          | 320x480      | 65 (164)   | 2:3                                          | 1                         | mdpi   |
| Galaxy Gio (GT-S5660)           | 8,1 (3,2)          | 320x480      | 71 (180)   | 2:3                                          |                           |        |
| Galaxy Y (S5360)                | 7,6 (3,0)          | 240x320      | 52 (133)   | 2:3                                          |                           |        |
| Galaxy Mega 5.8                 | 15 (5,8)           | 540x960      | 75 (190)   | 9:16                                         |                           |        |
| Galaxy Mega 6.3                 | 16 (6,3)           | 720x1280     | 92 (233)   | 9:16                                         | 1.8                       |        |
| Nexus 10                        | 25,54 (10,055)     | 2560x1600    | 120 (300)  | 16:10                                        | 2                         |        |
| Galaxy Grand                    | 13 (5)             | 480x800      | 74 (187)   | 3:5                                          |                           |        |
| Galaxy Grand 2                  | 13,3 (5,25)        | 720x1280     | 110 (280)  | 9:16                                         |                           |        |

### Sharp
| Model | Đường chéo cm (in) | Độ phân giải | ppcm (PPI) |
| ----- | ------------------ | ------------ | ---------- |
| 930SH | 7,6 (3)            | 480x854      | 129 (327)  |
| 934SH | 7,6 (3)            | 480x854      | 129 (327)  |
| 936SH | 7,6 (3)            | 480x854      | 129 (327)  |
| SX862 | 8,1 (3,2)          | 480x854      | 120 (306)  |
| IS03  | 8,9 (3,5)          | 640x960      | 128 (326)  |
| 941SH | 10 (4)             | 480x1024     | 111 (283)  |
| 006SH | 11 (4,2)           | 540x960      | 104 (265)  |

### Sony
| Model               | Đường chéo cm (in) | Độ phân giải | ppcm (PPI) | Tỉ lệ điểm ảnh CSS |
| ------------------- | ------------------ | ------------ | ---------- | ------------------ |
| PSP                 | 11 (4,3)           | 480x272      | 50 (128)   |                    |
| PlayStation Vita    | 13 (5)             | 960x544      | 87 (221)   |                    |
| PSP Go              | 9,7 (3,8)          | 480x272      | 57 (145)   |                    |
| Sony Vaio Z92       | 33 (13,1)          | 1600x900     | 55 (140)   |                    |
| Sony Vaio Z128      | 33 (13,1)          | 1920x1080    | 66 (168)   |                    |
| Sony Vaio P series  | 20 (8)             | 1600x768     | 87 (221)   |                    |
| Sony Vaio F series  | 42 (16,4)          | 1920x1080    | 53 (134)   |                    |
| Sony Vaio Flip 15   | 39 (15,5)          | 2880x1620    | 84 (213)   |                    |
| Sony Vaio UX series | 11 (4,5)           | 1024x600     | 104 (264)  |                    |
| Xperia S            | 11 (4,3)           | 720x1280     | 135 (342)  | 2                  |
| Xperia P            | 10 (4,0)           | 540x960      | 108 (275)  | 1.5                |
| Xperia Sola         | 9,4 (3,7)          | 480x854      | 104 (265)  |                    |
| Xperia U            | 8,9 (3,5)          | 854x480      | 110 (280)  |                    |
| Xperia Ion          | 11,6 (4,55)        | 720x1280     | 127 (323)  |                    |
| Xperia Z            | 13 (5)             | 1920x1080    | 174 (443)  | 3.0                |
| Xperia Z1           | 13 (5)             | 1920x1080    | 174 (441)  | 3.0                |
| Xperia E            | 8,9 (3,5)          | 320x480      | 65 (166)   |                    |

### Sony Ericsson
| Model        | Đường chéo cm (in) | Độ phân giải | ppcm (PPI) |
| ------------ | ------------------ | ------------ | ---------- |
| SO905iCS     | 6,9 (2,7)          | 480x864      | 144 (366)  |
| Satio        | 8,9 (3,5)          | 360x640      | 82 (209)   |
| W810i        | 4,8 (1,9)          | 176x220      | 58 (148)   |
| W850i, W890i | 5,1 (2,0)          | 240x320      | 79 (200)   |
| W880i        | 4,6 (1,8)          | 240x320      | 87 (222)   |
| W995         | 6,6 (2,6)          | 240x320      | 61 (154)   |
| X1           | 7,6 (3,0)          | 800x480      | 123 (312)  |
| Xperia Arc   | 11 (4,2)           | 480x854      | 92 (233)   |
| Xperia Arc S | 11 (4,2)           | 480x854      | 92 (233)   |
| X10          | 10 (4,0)           | 480x854      | 96 (245)   |
| Ray          | 8,4 (3,3)          | 480x854      | 117 (297)  |
| neo          | 9,4 (3,7)          | 480x854      | 104 (264)  |
| X8           | 7,6 (3,0)          | 320x480      | 76 (192)   |

### Tesco
| Model | Đường chéo cm (in) | Độ phân giải | ppcm (PPI) | Tỉ lệ điểm ảnh CSS |
| ----- | ------------------ | ------------ | ---------- | ------------------ |
| Hudl  | 18 (7)             | 1400x900     | 95 (242)   | 1.5                |

### Toshiba
| Model                | Đường chéo cm (in) | Độ phân giải | ppcm (PPI) |
| -------------------- | ------------------ | ------------ | ---------- |
| Toshiba Portege G900 | 7,6 (3,0)          | 800x480      | 123 (313)  |
| Toshiba NB200        | 26 (10,1)          | 1024x600     | 46 (118)   |

### Xiaomi
| Model | Đường chéo cm (in) | Độ phân giải | ppcm (PPI) | Tỉ lệ điểm ảnh CSS |
| ----- | ------------------ | ------------ | ---------- | ------------------ |
| Mi2   | 11 (4,3)           | 1280x720     | 134 (341)  | 3                  |

## Màn hình thương mại

### Desktop
| Đường chéo cm (in) | Độ phân giải | ppcm (PPI) |
| ------------------ | ------------ | ---------- |
| 36 (14)            | 1024x768     | 36 (91)    |
| 43 (17)            | 1024x768     | 30 (75)    |
| 48 (19)            | 1024x768     | 26 (67)    |
| 53 (21)            | 1024x768     | 24 (61)    |
| 61 (24)            | 1024x768     | 21 (53)    |
| 64 (25)            | 1024x768     | 20 (51)    |
| 43 (17)            | 1280x1024    | 38 (96)    |
| 48 (19)            | 1280x1024    | 34 (86)    |
| 53 (21)            | 1280x1024    | 31 (78)    |
| 43 (17)            | 1600x1200    | 46 (118)   |
| 48 (19)            | 1600x1200    | 41 (105)   |
| 53 (21)            | 1600x1200    | 37 (95)    |
| 48 (19)            | 1920x1440    | 50 (126)   |
| 53 (21)            | 1920x1440    | 45 (114)   |
| 61 (24)            | 1920x1440    | 39 (100)   |
| 56 (22)            | 2048x1536    | 47 (120)   |

| Đường chéo cm (in) | Độ phân giải | ppcm (PPI) |
| ------------------ | ------------ | ---------- |
| 36 (14)            | 1366x768     | 44 (112)   |
| 40 (15,6)          | 1366x768     | 39 (100)   |
| 41 (16)            | 1366x768     | 39 (98)    |
| 47 (18,5)          | 1366x768     | 33 (85)    |
| 51 (20)            | 1600x900     | 36 (92)    |
| 40 (15,6)          | 1920x1080    | 56 (141)   |
| 41 (16)            | 1920x1080    | 54 (138)   |
| 55 (21,5)          | 1920x1080    | 40 (102)   |
| 58 (23)            | 1920x1080    | 38 (96)    |
| 61 (24)            | 1920x1080    | 36 (92)    |
| 66 (26)            | 1920x1080    | 33 (85)    |
| 69 (27)            | 1920x1080    | 32 (82)    |
| 58 (23)            | 2048x1152    | 40 (102)   |
| 69 (27)            | 2048x1152    | 37 (93)    |
| 69 (27)            | 2560x1440    | 43 (109)   |
| 71 (28)            | 3840x2160    | 62 (157)   |
| 80 (31,5)          | 3840x2160    | 55 (140)   |

| Đường chéo cm (in) | Độ phân giải | ppcm (PPI)   |
| ------------------ | ------------ | ------------ |
| 39 (15,4)          | 1280x800     | 39 (98)      |
| 48 (19)            | 1440x900     | 35 (89)      |
| 44 (17,3)          | 1600x1024    | 43,2 (109,8) |
| 51 (20,1)          | 1680x1050    | 39 (99)      |
| 56 (22)            | 1680x1050    | 35 (90)      |
| 58 (23)            | 1920x1200    | 39 (98)      |
| 61 (24)            | 1920x1200    | 37 (94)      |
| 66 (26)            | 1920x1200    | 34 (87)      |
| 69 (27)            | 1920x1200    | 33 (84)      |
| 76 (30)            | 2560x1600    | 40 (101)     |
| 56 (22)            | 3840x2400    | 80 (204)     |

### Di động
| Đường chéo cm (in) | Độ phân giải | ppcm (PPI) |
| ------------------ | ------------ | ---------- |
| 11 (4,3)           | 800x480      | 86 (218)   |
| 8,9 (3,5)          | 960x640      | 128 (326)  |
| 14 (5,6)           | 1024x600     | 83 (212)   |
| 18 (7)             | 720x480      | 49 (124)   |
| 20 (8)             | 1600x768     | 87 (221)   |
| 23 (8,9)           | 1280x768     | 66 (168)   |
| 23 (8,9)           | 1024x600     | 52 (133)   |
| 26 (10,1)          | 1024x600     | 46 (118)   |
| 31 (12,1)          | 1024x768     | 41 (105)   |
| 12 (4,6)           | 1280x720     | 124 (316)  |
| 13 (5,3)           | 1280x800     | 112 (285)  |
| 26 (10,1)          | 1280x800     | 59 (149)   |
| 31 (12,1)          | 1280x800     | 49 (125)   |
| 34 (13,3)          | 1280x800     | 44 (113)   |
| 36 (14,1)          | 1280x800     | 42 (107)   |
| 39 (15,4)          | 1280x800     | 37 (95)    |

| Đường chéo cm (in) | Độ phân giải | ppcm (PPI) |
| ------------------ | ------------ | ---------- |
| 28 (11,1)          | 1366x768     | 56 (141)   |
| 29 (11,6)          | 1366x768     | 53 (135)   |
| 31 (12,1)          | 1366x768     | 51 (130)   |
| 32 (12,5)          | 1366x768     | 49 (125)   |
| 34 (13,3)          | 1366x768     | 46 (118)   |
| 36 (14,1)          | 1366x768     | 45 (115)   |
| 40 (15,6)          | 1366x768     | 39 (100)   |
| 31 (12,1)          | 1440x900     | 55 (140)   |
| 36 (14,1)          | 1440x900     | 47 (120)   |
| 39 (15,4)          | 1440x900     | 43 (110)   |
| 43 (17,1)          | 1440x900     | 39 (99)    |
| 31 (12,1)          | 1400x1050    | 57 (144)   |
| 36 (14,1)          | 1400x1050    | 49 (124)   |
| 38 (15)            | 1400x1050    | 46 (117)   |

| Đường chéo cm (in) | Độ phân giải | ppcm (PPI) |
| ------------------ | ------------ | ---------- |
| 33 (13,1)          | 1600x900     | 55 (140)   |
| 40 (15,6)          | 1600x900     | 46 (117)   |
| 44 (17,3)          | 1600x900     | 42 (106)   |
| 36 (14,1)          | 1600x1200    | 56 (142)   |
| 38 (15)            | 1600x1200    | 52 (133)   |
| 39 (15,4)          | 1680x1050    | 51 (129)   |
| 43 (17)            | 1680x1050    | 46 (117)   |
| 47 (18,4)          | 1680x945     | 41 (105)   |
| 40 (15,6)          | 1920x1080    | 56 (141)   |
| 41 (16)            | 1920x1080    | 54 (138)   |
| 42 (16,4)          | 1920x1080    | 53 (134)   |
| 44 (17,3)          | 1920x1080    | 50 (127)   |
| 47 (18,4)          | 1920x1080    | 47 (120)   |
| 39 (15,4)          | 1920x1200    | 58 (147)   |
| 43 (17)            | 1920x1200    | 52 (133)   |
| 38 (15)            | 2048x1536    | 67 (171)   |
| 32,6 (12,85)       | 2560x1700    | 94 (239)   |

## Truyền hình
| Độ phân giải dọc, kích thước | ppcm (PPI) |
| ---------------------------- | ---------- |
| 1080p/1080i trên 19"         | 46 (116)   |
| 2160p trên 39"               | 44 (113)   |
| 2160p trên 50"               | 35 (88)    |
| 2160p trên 55"               | 31 (80)    |
| 480p/480i trên 15"           | 21 (53)    |
| 1080p/1080i trên 42"         | 20 (52)    |
| 1080p trên 50"               | 17 (44)    |
| 1080p trên 55"               | 16 (40)    |
| 720p/720i trên 42"           | 14 (35)    |
| 576p/576i trên 42"           | 8,7 (22)   |
| 480p/480i on a 42" screen    | 8,3 (21)   |

## Màn hình E-ink
(4, 8 hoặc 16 mức độ màu xám)
| Model                                       | Đường chéo cm (in) | Độ phân giải | ppcm (PPI) |
| ------------------------------------------- | ------------------ | ------------ | ---------- |
| Amazon Kindle DX                            | 25 (9,7)           | 824x1200     | 59 (150)   |
| Amazon Kindle 1 & 2                         | 15 (6)             | 600x800      | 66 (167)   |
| Sony PRS505 / PRS600 / PRS700               | 15 (6)             | 600x800      | 66 (167)   |
| Bookeen Cybook Gen3 / GoldEdtition / Orizon | 15 (6)             | 600x800      | 66 (167)   |
| Barnes & Noble Nook                         | 15 (6)             | 600x800      | 66 (167)   |
| Kobo Touch / Wi-Fi                          | 15 (6)             | 600x800      | 66 (167)   |
| Kobo Aura HD / Wi-Fi                        | 17 (6,8)           | 1440x1080    | 104 (265)  |
| Sony PRS300 / PRS350                        | 13 (5)             | 600x800      | 79 (200)   |
| Bookeen Cybook Opus                         | 13 (5)             | 600x800      | 79 (200)   |
| iRiver Story HD                             | 15 (6)             | 768x1024     | 83 (212)   |
| Amazon Kindle Paperwhite                    | 15 (6)             | 758x1024     | 83 (212)   |

## Máy ảnh kỹ thuật số
| Model                         | Đường chéo cm (in) | Độ phân giải | ppcm (PPI) |
| ----------------------------- | ------------------ | ------------ | ---------- |
| Sony MVC-CD300                | 6,4 (2,5)          | 230x180      | 45 (115)   |
| Sony DSC-W7                   | 6,4 (2,5)          | 226x170      | 44 (113)   |
| Sony DSC-H50                  | 6,4 (2,5)          | 320x240      | 63 (160)   |
| Nikon D40 (DSLR)              | 6,4 (2,5)          | 320x240      | 63 (160)   |
| Nikon D3000 (DSLR)            | 7,6 (3,0)          | 320x240      | 52 (133)   |
| Nikon D3100 (DSLR)            | 7,6 (3,0)          | 320x240      | 52 (133)   |
| Nikon D3200 (DSLR)            | 7,6 (3,0)          | 640x480      | 105 (267)  |
| Nikon D50 (DSLR)              | 5,1 (2,0)          | 240x180      | 59 (150)   |
| Nikon D40x (DSLR)             | 6,4 (2,5)          | 320x240      | 63 (160)   |
| Nikon D60 (DSLR)              | 6,4 (2,5)          | 320x240      | 63 (160)   |
| Nikon D5000 (DSLR)            | 6,9 (2,7)          | 320x240      | 58 (148)   |
| Nikon D5100 (DSLR)            | 7,6 (3,0)          | 640x480      | 105 (267)  |
| Nikon D70 (DSLR)              | 4,6 (1,8)          | 240x180      | 66 (167)   |
| Nikon D70s (DSLR)             | 5,1 (2,0)          | 240x180      | 59 (150)   |
| Nikon D80 (DSLR)              | 6,4 (2,5)          | 320x240      | 63 (160)   |
| Nikon D90 (DSLR)              | 7,6 (3,0)          | 640x480      | 105 (267)  |
| Nikon D7000 (DSLR)            | 7,6 (3,0)          | 640x480      | 105 (267)  |
| Nikon D100 (DSLR)             | 4,6 (1,8)          | 230x173      | 63 (160)   |
| Nikon D200 (DSLR)             | 6,4 (2,5)          | 320x240      | 63 (160)   |
| Nikon D300 (DSLR)             | 7,6 (3,0)          | 640x480      | 105 (267)  |
| Nikon D300s (DSLR)            | 7,6 (3,0)          | 640x480      | 105 (267)  |
| Nikon D700 (DSLR)             | 7,6 (3,0)          | 640x480      | 105 (267)  |
| Nikon D800 (DSLR)             | 8,1 (3,2)          | 640x480      | 98 (250)   |
| Nikon D1 (DSLR)               | 5,1 (2,0)          | 230x173      | 57 (144)   |
| Nikon D1X (DSLR)              | 5,1 (2,0)          | 240x180      | 59 (150)   |
| Nikon D1H (DSLR)              | 5,1 (2,0)          | 240x180      | 59 (150)   |
| Nikon D2H (DSLR)              | 6,4 (2,5)          | 306x230      | 60 (153)   |
| Nikon D2X (DSLR)              | 6,4 (2,5)          | 320x240      | 63 (160)   |
| Nikon D2Hs (DSLR)             | 6,4 (2,5)          | 320x240      | 63 (160)   |
| Nikon D2Xs (DSLR)             | 6,4 (2,5)          | 320x240      | 63 (160)   |
| Nikon D3 (DSLR)               | 7,6 (3,0)          | 640x480      | 105 (267)  |
| Nikon D3s (DSLR)              | 7,6 (3,0)          | 640x480      | 105 (267)  |
| Nikon D3x (DSLR)              | 7,6 (3,0)          | 640x480      | 105 (267)  |
| Nikon D4 (DSLR)               | 8,1 (3,2)          | 640x480      | 98 (250)   |
| Canon EOS 1000D (DSLR)        | 6,4 (2,5)          | 320x240      | 63 (160)   |
| Canon EOS 1100D (DSLR)        | 6,9 (2,7)          | 320x240      | 58 (148)   |
| Canon EOS 300D (DSLR)         | 4,6 (1,8)          | 230x173      | 63 (160)   |
| Canon EOS 350D (DSLR)         | 4,6 (1,8)          | 226x170      | 63 (160)   |
| Canon EOS 400D (DSLR)         | 6,4 (2,5)          | 320x240      | 63 (160)   |
| Canon EOS 450D (DSLR)         | 7,6 (3,0)          | 320x240      | 52 (133)   |
| Canon EOS 500D (DSLR)         | 7,6 (3,0)          | 640x480      | 105 (267)  |
| Canon EOS 550D (DSLR)         | 7,6 (3,0)          | 720x480      | 113 (288)  |
| Canon EOS 600D (DSLR)         | 7,6 (3,0)          | 720x480      | 113 (288)  |
| Canon EOS 650D (DSLR)         | 7,6 (3,0)          | 720x480      | 113 (288)  |
| Canon EOS D30 (DSLR)          | 4,6 (1,8)          | 226x170      | 63 (160)   |
| Canon EOS D60 (DSLR)          | 4,6 (1,8)          | 226x170      | 63 (160)   |
| Canon EOS 10D (DSLR)          | 4,6 (1,8)          | 230x173      | 63 (160)   |
| Canon EOS 20D (DSLR)          | 4,6 (1,8)          | 230x173      | 63 (160)   |
| Canon EOS 30D (DSLR)          | 6,4 (2,5)          | 320x240      | 63 (160)   |
| Canon EOS 40D (DSLR)          | 7,6 (3,0)          | 320x240      | 52 (133)   |
| Canon EOS 50D (DSLR)          | 7,6 (3,0)          | 640x480      | 105 (267)  |
| Canon EOS 60D (DSLR)          | 7,6 (3,0)          | 720x480      | 113 (288)  |
| Canon EOS 7D (DSLR)           | 7,6 (3,0)          | 640x480      | 105 (267)  |
| Canon EOS 5D (DSLR)           | 6,4 (2,5)          | 320x240      | 63 (160)   |
| Canon EOS 5D Mark II (DSLR)   | 7,6 (3,0)          | 640x480      | 105 (267)  |
| Canon EOS 5D Mark III (DSLR)  | 8,1 (3,2)          | 720x480      | 110 (270)  |
| Canon EOS 1D (DSLR)           | 5,1 (2,0)          | 230x173      | 57 (144)   |
| Canon EOS 1Ds (DSLR)          | 5,1 (2,0)          | 230x173      | 57 (144)   |
| Canon EOS-1D Mark II (DSLR)   | 5,1 (2,0)          | 320x240      | 79 (200)   |
| Canon EOS-1D Mark II N (DSLR) | 6,4 (2,5)          | 320x240      | 63 (160)   |
| Canon EOS-1Ds Mark II (DSLR)  | 5,1 (2,0)          | 320x240      | 79 (200)   |
| Canon EOS-1D Mark III (DSLR)  | 7,6 (3,0)          | 320x240      | 52 (133)   |
| Canon EOS-1Ds Mark III (DSLR) | 7,6 (3,0)          | 320x240      | 52 (133)   |
| Canon EOS-1D Mark IV (DSLR)   | 7,6 (3,0)          | 640x480      | 105 (267)  |
| Canon EOS-1D X (DSLR)         | 8,1 (3,2)          | 720x480      | 110 (270)  |

## Thiết bị lọc theo kích thước
| Đường chéo cm (in) | Độ phân giải | Pixels  | Khía cạnh | ppcm (PPI) | Chi tiết                                                                                                   | Rộng cm (in) | Dài cm (in)  |
| ------------------ | ------------ | ------- | --------- | ---------- | --- | ------------ | ------------ |
| 3,8 (1,5)          | 176x132      | 23232   | 4:3       | 58 (147)   | màn hình máy nghe nhạc, Apple iPod Nano 1st & 2nd generation                                               | 3,0 (1,2)    | 2,3 (0,9)    |
| 4,6 (1,8)          | 240x320      | 76800   | 3:4       | 87 (222)   | màn hình điện thoại, Sony Ericsson W880i                                                                   | 2,7 (1,08)   | 3,7 (1,44)   |
| 4,8 (1,9)          | 176x220      | 38720   | 4:5       | 58 (148)   | màn hình điện thoại, Sony Ericsson W810i                                                                   | 3,0 (1,19)   | 3,8 (1,48)   |
| 5,1 (2,0)          | 240x320      | 76800   | 4:5       | 79 (200)   | màn hình điện thoại, Nokia 6300, Sony Ericsson W850i & W890i, Apple iPod Nano 3rd & 4th generation         | 3,0 (1,2)    | 4,1 (1,6)    |
| 5,3 (2,1)          | 176x208      | 36608   | 11:13     | 51 (130)   | màn hình điện thoại, Nokia N70, Nokia N72                                                                  | 3,5 (1,36)   | 4,1 (1,6)    |
| 5,3 (2,1)          | 352x416      | 146432  | 11:13     | 102 (259)  | màn hình điện thoại, Nokia N80, Nokia E70, Nokia N90                                                       | 3,5 (1,36)   | 4,1 (1,6)    |
| 6,2 (2,46)         | 640x480      | 307200  | 4:3       | 129 (328)  | màn hình điện thoại, Nokia E6                                                                              | 5,0 (1,97)   | 3,8 (1,48)   |
| 6,4 (2,5)          | 420x293      | 123060  | 3:2       | 81 (205)   | màn hình máy ảnh, Sony MVC-CD300 và Sony DSC-W7                                                            | 5,2 (2,05)   | 3,6 (1,43)   |
| 6,6 (2,6)          | 240x320      | 76800   | 3:4       | 61 (154)   | màn hình điện thoại, Nokia N95                                                                             | 4,0 (1,56)   | 5,3 (2,08)   |
| 6,9 (2,7)          | 320x240      | 76800   | 4:3       | 58 (148)   | màn hình máy ảnh Nikon D5000                                                                               | 5,5 (2,16)   | 4,1 (1,62)   |
| 7,1 (2,8)          | 240x320      | 76800   | 3:4       | 56 (143)   | màn hình điện thoại, Nokia N92, Nokia N95 8GB, Nokia N96, HTC Wizard, HTC Tattoo, HTC Touch2               | 4,3 (1,68)   | 5,7 (2,24)   |
| 7,1 (2,8)          | 480x640      | 307200  | 3:4       | 113 (286)  | màn hình điện thoại, HTC Touch Diamond, Touch pro, Neo 1973, Neo FreeRunner, Glofiish M800                 | 4,3 (1,68)   | 5,7 (2,24)   |
| 7,1 (2,8)          | 800x480      | 384000  | 3:5       | 131 (333)  | màn hình điện thoại, LG LU1400                                                                             | 6,1 (2,4)    | 3,7 (1,44)   |
| 7,6 (3)            | 480x854      | 409920  | 16:9      | 129 (327)  | màn hình điện thoại, Sharp 930SH, Sharp 934SH, Sharp 936SH                                                 |              |              |
| 7,6 (3,0)          | 528x436      | 230208  | 17:14     | 90 (228)   | màn hình máy ảnh, Sony DSC-H50 (xấp xỉ)                                                                    |              |              |
| 7,6 (3,0)          | 720x480      | 345600  | 3:2       | 113 (288)  | màn hình máy ảnh, Canon EOS 60D, Canon EOS 650D, Canon EOS 600D, Canon EOS 550D                            |              |              |
| 7,6 (3,0)          | 640x480      | 307200  | 4:3       | 105 (267)  | màn hình máy ảnh, Canon EOS 7D, Canon EOS 50D, Canon EOS 5D Mark II, Canon EOS 500D, Canon EOS-1D Mark IV  |              |              |
| 7,6 (3,0)          | 640x480      | 307200  | 4:3       | 105 (267)  | màn hình máy ảnh, Nikon D90                                                                                |              |              |
| 7,6 (3,0)          | 480x800      | 384000  | 3:5       | 122 (311)  | màn hình điện thoại, Toshiba Portege G900, Sony Ericsson Xperia X1                                         |              |              |
| 7,9 (3,1)          | 800x480      | 384000  | 3:5       | 120 (300)  | màn hình điện thoại, Samsung Jet (S8000)                                                                   |              |              |
| 7,9 (3,1)          | 480x320      | 153600  | 2:3       | 73 (186)   | màn hình điện thoại, Palm Pre                                                                              |              |              |
| 8,1 (3,2)          | 720x480      | 345600  | 3:2       | 110 (270)  | màn hình máy ảnh, Canon EOS-1D X, Canon EOS 5D Mark III                                                    |              |              |
| 8,1 (3,2)          | 480x854      | 409920  | 16:9      | 120 (306)  | màn hình điện thoại, Sharp SX862                                                                           |              |              |
| 8,1 (3,2)          | 320x480      | 153600  | 2:3       | 71 (180)   | màn hình điện thoại, HTC Dream, HTC Magic, HTC Hero                                                        |              |              |
| 8,1 (3,2)          | 480x800      | 384000  | 3:5       | 115 (292)  | màn hình điện thoại, HTC Touch Diamond2                                                                    |              |              |
| 8,1 (3,2)          | 320x480      | 332800  | 2:3       | 71 (180)   | màn hình điện thoại, HTC Wildfire S, Sony Ericsson Live với Walkman                                        |              |              |
| 8,4 (3,3)          | 272x480      | 130560  | 9:16      | 66 (167)   | màn hình máy nghe nhạc, Zune HD                                                                            |              |              |
| 8,9 (3,5)          | 320x480      | 153600  | 2:3       | 64 (163)   | màn hình điện thoại, Apple iPhone & iPhone 3G, Apple iPod Touch, Samsung Galaxy Ace (S5830)                |              |              |
| 8,9 (3,5)          | 640x960      | 614400  | 2:3       | 128 (326)  | màn hình điện thoại, Apple iPhone 4S, iPhone 4                                                             |              |              |
| 8,9 (3,5)          | 640x960      | 614400  | 2:3       | 128 (326)  | màn hình điện thoại, Sharp IS03                                                                            |              |              |
| 8,9 (3,5)          | 640x360      | 230400  | 9:16      | 83 (210)   | màn hình điện thoại, Sony Ericsson Satio, Nokia N97, Nokia 701                                             |              |              |
| 8,9 (3,5)          | 480x800      | 384000  | 3:5       | 105 (267)  | màn hình điện thoại, Nokia N900, ZTE Blade                                                                 |              |              |
| 9,1 (3,6)          | 480x800      | 384000  | 3:5       | 102 (259)  | màn hình điện thoại, HTC Touch Pro2, Casio G'zOne Commando                                                 |              |              |
| 9,4 (3,7)          | 480x800      | 384000  | 3:5       | 99 (252)   | màn hình điện thoại, HTC Desire S, Samsung Wave II S8530                                                   |              |              |
| 9,4 (3,7)          | 854x480      | 409920  | 16:9      | 104 (265)  | màn hình điện thoại Motorola Droid, Sony Ericsson Xperia Neo V                                             |              |              |
| 9,7 (3,8)          | 480x272      | 130560  | 16:9      | 57 (145)   | handheld game console display, Sony PSP Go                                                                 |              |              |
| 9,7 (3,8)          | 480x800      | 384000  | 3:5       | 97 (246)   | màn hình điện thoại, HTC Touch HD                                                                          |              |              |
| 10 (4)             | 480x1024     | 491520  | 32:15     | 111 (283)  | màn hình điện thoại, Sharp AQUOS 941SH                                                                     |              |              |
| 10 (4,0)           | 640x360      | 230400  | 16:9      | 72 (183)   | màn hình điện thoại, Nokia E7                                                                              |              |              |
| 10 (4,0)           | 960x540      | 518400  | 16:9      | 108 (275)  | màn hình điện thoại, Motorola Atrix 4G                                                                     |              |              |
| 10 (4,0)           | 640x1136     | 727040  | 40:71     | 128 (326)  | màn hình điện thoại, Apple iPhone 5S, iPhone 5C, iPhone 5                                                  |              |              |
| 10 (4,1)           | 800x480      | 384000  | 5:3       | 90 (228)   | màn hình điện thoại, Nokia 770, N800 & N810                                                                |              |              |
| 11 (4,2)           | 1280x768     | 983040  | 5:3       | 140 (355)  | màn hình điện thoại, BlackBerry Z10                                                                        |              |              |
| 11 (4,3)           | 854x480      | 409920  | 16:9      | 90 (228)   | màn hình điện thoại, Motorola Droid X                                                                      |              |              |
| 11 (4,5)           | 720x1280     | 921600  | 9:16      | 130 (329)  | màn hình điện thoại, LG Optimus LTE                                                                        |              |              |
| 11 (4,3)           | 480x272      | 130560  | 16:9      | 50 (128)   | màn hình máy chơi game, Sony PSP                                                                           |              |              |
| 11 (4,3)           | 800x480      | 384000  | 5:3       | 85 (217)   | màn hình điện thoại, HTC HD2, HTC Evo, HTC Desire HD, Open Pandora, Samsung SWD-M100                       |              |              |
| 11 (4,3)           | 540x960      | 518400  | 9:16      | 101 (256)  | màn hình điện thoại, Motorola Droid RAZR, Panasonic ELUGA                                                  |              |              |
| 11 (4,3)           | 720x1280     | 921600  | 9:16      | 135 (342)  | màn hình điện thoại, HTC Rezound                                                                           |              |              |
| 11 (4,3)           | 720x1280     | 921600  | 9:16      | 135 (342)  | màn hình điện thoại, Sony Xperia S                                                                         |              |              |
| 11 (4,5)           | 1024x600     | 614400  | 17:10     | 104 (264)  | umpc display, Sony VAIO UX series                                                                          |              |              |
| 11,8 (4,65)        | 720x1280     | 921600  | 9:16      | 124 (316)  | màn hình điện thoại, Galaxy Nexus                                                                          |              |              |
| 12 (4,7)           | 768x1280     | 983040  | 15:9      | 130 (320)  | màn hình điện thoại, LG Nexus 4                                                                            |              |              |
| 12,6 (4,95)        | 1080x1920    | 2073600 | 9:16      | 175 (445)  | màn hình điện thoại, LG Nexus 5                                                                            |              |              |
| 12 (4,7)           | 1080x1920    | 2073600 | 9:16      | 184 (468)  | màn hình điện thoại, HTC One                                                                               |              |              |
| 13 (5,0)           | 1080x1920    | 2073600 | 9:16      | 170 (440)  | màn hình điện thoại, HTC J Butterfly, Sony Xperia Z, HTC Butterfly S, SHARP SH930W                         |              |              |
| 13 (5,0)           | 600x800      | 480000  | 3:4       | 79 (200)   | màn hình ebook, màn hình E-Ink (Sony PRS300, Bookeen Cybook Opus)                                          |              |              |
| 13 (5,3)           | 800x1280     | 1024000 | 10:16     | 112 (285)  | màn hình điện thoại, Galaxy Note                                                                           | 7,1 (2,81)   | 11,4 (4,49)  |
| 14 (5,6)           | 1280x800     | 1024000 | 16:10     | 110 (270)  | màn hình notebook, Fujitsu Lifebook U820                                                                   |              |              |
| 15 (6,0)           | 1440x2560    | 3686400 | 9:16      | 190 (490)  | màn hình điện thoại, Vivo Xplay 3S                                                                         |              |              |
| 15 (6,0)           | 600x800      | 480000  | 3:4       | 66 (167)   | màn hình ebook, Amazon Kindle, Bookeen Cybook Gen3, và Sony PRS505, PRS600 & PRS700 series                 |              |              |
| 18 (7,0)           | 720x480      | 345600  | 3:2       | 49 (124)   | màn hình notebook                                                                                          |              |              |
| 18 (7,0)           | 800x480      | 384000  | 5:3       | 52 (133)   | màn hình notebook, ASUS Eee PC 701                                                                         |              |              |
| 17,8 (7,02)        | 1920x1200    | 2304000 | 16:10     | 127 (323)  | màn hình tablet, Nexus 7 (2013 version)                                                                    |              |              |
| 20 (8,0)           | 1600x768     | 1228800 | 25:12     | 87 (222)   | màn hình notebook, Sony Vaio P series                                                                      |              |              |
| 23 (8,9)           | 1024x600     | 614400  | 128:75    | 52 (133)   | màn hình notebook, Asus Eee PC 900                                                                         |              |              |
| 23 (8,9)           | 1280x768     | 983040  | 5:3       | 66 (168)   | màn hình notebook, Fujitsu Lifebook P1620                                                                  |              |              |
| 25 (9,7)           | 1024x768     | 786432  | 4:3       | 52 (132)   | màn hình tablet, Apple iPad, HP TouchPad                                                                   |              |              |
| 25 (9,7)           | 2048x1536    | 3145728 | 4:3       | 104 (264)  | màn hình tablet, Apple iPad (3rd generation), iPad Air                                                     |              |              |
| 20 (7,9)           | 1024x768     | 786432  | 4:3       | 64 (163)   | màn hình tablet, Apple iPad Mini                                                                           |              |              |
| 20 (7,9)           | 2048x1536    | 3145728 | 4:3       | 128 (326)  | màn hình tablet, Apple iPad Mini (2nd generation)                                                          |              |              |
| 25 (9,7)           | 1200x824     | 988800  | 16:11     | 59 (150)   | màn hình ebook, Amazon Kindle DX                                                                           |              |              |
| 25,5 (10,05)       | 2560x1600    | 4096000 | 16:10     | 120 (300)  | màn hình tablet, Nexus 10                                                                                  |              |              |
| 26 (10,1)          | 1024x600     | 614400  | 128:75    | 46 (118)   | màn hình notebook, also 10.0" or 10.2", Toshiba NB200, Asus Eee PC 1000                                    |              |              |
| 26 (10,1)          | 1280x800     | 1024000 | 8:5       | 59 (149)   | màn hình tablet, Asus Eee Pad Transformer, Asus Eee Pad Transformer Prime, Asus Transformer Pad 300 Series |              |              |
| 26 (10,1)          | 1920x1200    | 2304000 | 8:5       | 88 (224)   | màn hình tablet, Asus Transformer Pad Infinity                                                             |              |              |
| 26 (10,1)          | 1366x768     | 1049088 | 16:9      | 61 (155)   | màn hình notebook                                                                                          |              |              |
| 28 (11,1)          | 1366x768     | 1049088 | 16:9      | 56 (141)   | màn hình notebook, Sony Vaio X series                                                                      |              |              |
| 29 (11,6)          | 1366x768     | 1049088 | 16:9      | 56 (141)   | màn hình notebook, Asus Eee PC 1101HA                                                                      |              |              |
| 31 (12,1)          | 1024x768     | 786432  | 4:3       | 42 (106)   | màn hình notebook                                                                                          |              |              |
| 31 (12,1)          | 1280x800     | 1024000 | 16:10     | 49 (125)   | màn hình notebook                                                                                          |              |              |
| 31 (12,1)          | 1366x768     | 1049088 | 16:9      | 51 (130)   | màn hình notebook, ASUS Eee PC 1201PN                                                                      |              |              |
| 31 (12,1)          | 1400x1050    | 1470000 | 4:3       | 57 (145)   | màn hình notebook, Toshiba Portege M400                                                                    |              |              |
| 32 (12,5)          | 1366x768     | 1049088 | 16:9      | 49 (125)   | màn hình notebook, Thinkpad X220                                                                           |              |              |
| 33 (13,1)          | 1366x768     | 1049088 | 16:9      | 47 (120)   | màn hình notebook, Sony Vaio Z series                                                                      |              |              |
| 33 (13,1)          | 1600x900     | 1440000 | 16:9      | 55 (140)   | màn hình notebook, Sony Vaio Z series                                                                      |              |              |
| 33 (13,1)          | 1920x1080    | 2073600 | 16:9      | 66 (168)   | màn hình notebook, Sony Vaio Z series                                                                      |              |              |
| 34 (13,3)          | 1024x768     | 786432  | 4:3       | 38 (96)    | màn hình notebook                                                                                          |              |              |
| 34 (13,3)          | 1280x800     | 1024000 | 16:10     | 44 (113)   | màn hình notebook, Apple MacBook                                                                           |              |              |
| 34 (13,3)          | 1366x768     | 1049088 | 16:9      | 46 (117)   | màn hình notebook, Sony Vaio Y series                                                                      |              |              |
| 34 (13,3)          | 1440x900     | 1296000 | 16:10     | 50 (127)   | màn hình notebook, Apple MacBook Air                                                                       |              |              |
| 36 (14,1)          | 1024x768     | 786432  | 4:3       | 35 (90)    | màn hình notebook                                                                                          |              |              |
| 36 (14,1)          | 1280x800     | 1024000 | 16:10     | 42 (107)   | màn hình notebook                                                                                          |              |              |
| 36 (14,1)          | 1366x768     | 1049088 | 16:9      | 44 (111)   | màn hình notebook                                                                                          |              |              |
| 36 (14,1)          | 1400x1050    | 1470000 | 4:3       | 49 (124)   | màn hình notebook                                                                                          |              |              |
| 36 (14,1)          | 1440x900     | 1296000 | 16:10     | 47 (120)   | màn hình notebook, DELL Inspiron 14 series                                                                 |              |              |
| 36 (14,1)          | 1600x900     | 1440000 | 16:9      | 51 (130)   | màn hình notebook, DELL Inspiron 14 series                                                                 |              |              |
| 36 (14,1)          | 1600x1200    | 1920000 | 4:3       | 56 (142)   | màn hình notebook, DELL Inspiron 4100 series                                                               |              |              |
| 38 (15,0)          | 1024x768     | 786432  | 4:3       | 33 (85)    | màn hình máy tính                                                                                          |              |              |
| 38 (15,0)          | 1024x768     | 786432  | 4:3       | 33 (85)    | màn hình notebook, màn hình máy tính                                                                       |              |              |
| 38 (15,0)          | 1400x1050    | 1470000 | 4:3       | 46 (117)   | màn hình notebook                                                                                          |              |              |
| 38 (15,0)          | 1600x1200    | 1920000 | 4:3       | 52 (133)   | màn hình notebook, màn hình máy tính                                                                       |              |              |
| 38 (15,0)          | 2048x1536    | 3145728 | 4:3       | 67 (171)   | màn hình notebook, IBM R50p                                                                                |              |              |
| 39 (15,2)          | 1152x768     | 884736  | 3:2       | 36 (91)    | màn hình notebook, Apple PowerBook G4                                                                      |              |              |
| 39 (15,2)          | 1280x854     | 1093120 | 3:2       | 40 (101)   | màn hình notebook                                                                                          |              |              |
| 39 (15,4)          | 1280x800     | 1024000 | 16:10     | 39 (98)    | màn hình notebook                                                                                          |              |              |
| 39 (15,4)          | 1440x900     | 1296000 | 16:10     | 43 (110)   | màn hình notebook                                                                                          |              |              |
| 39 (15,4)          | 1680x1050    | 1764000 | 16:10     | 51 (129)   | màn hình notebook                                                                                          |              |              |
| 39 (15,4)          | 1920x1200    | 2304000 | 16:10     | 58 (147)   | màn hình notebook, Lenovo T61p                                                                             |              |              |
| 39 (15,4)          | 2880x1800    | 5184000 | 16:10     | 87 (220)   | màn hình notebook, MacBook Pro 15-inch Retina display                                                      |              |              |
| 34 (13,3)          | 2560x1600    | 4096000 | 16:10     | 89 (226)   | màn hình notebook, MacBook Pro 13-inch Retina display                                                      |              |              |
| 40 (15,6)          | 1366x768     | 1049088 | 16:9      | 39 (100)   | màn hình notebook, also Sony Vaio E series (15,5 in (390 mm))                                              |              |              |
| 40 (15,6)          | 1600x900     | 1440000 | 16:9      | 46 (118)   | màn hình notebook                                                                                          |              |              |
| 40 (15,6)          | 1920x1080    | 2073600 | 16:9      | 56 (141)   | màn hình notebook                                                                                          |              |              |
| 41 (16,0)          | 1366x768     | 1049088 | 16:9      | 39 (98)    | màn hình notebook                                                                                          |              |              |
| 41 (16,0)          | 1920x1080    | 2073600 | 16:9      | 54 (138)   | màn hình notebook                                                                                          |              |              |
| 42 (16,4)          | 1600x900     | 1440000 | 16:9      | 44 (112)   | màn hình notebook, Sony Vaio F series                                                                      |              |              |
| 42 (16,4)          | 1920x1080    | 2073600 | 16:9      | 53 (134)   | màn hình notebook, Sony Vaio F series                                                                      |              |              |
| 43 (17,0)          | 1024x768     | 786432  | 4:3       | 30 (75)    | màn hình máy tính                                                                                          |              |              |
| 43 (17,0)          | 1280x1024    | 1310720 | 5:4       | 38 (96)    | màn hình máy tính                                                                                          | 35 (13,6)    | 26 (10,2)    |
| 43 (17,0)          | 1600x1200    | 1920000 | 4:3       | 46 (118)   | màn hình máy tính                                                                                          |              |              |
| 43 (17,0)          | 1440x900     | 1296000 | 16:10     | 39 (100)   | màn hình notebook                                                                                          |              |              |
| 43 (17,0)          | 1680x1050    | 1764000 | 16:10     | 46 (117)   | màn hình notebook                                                                                          |              |              |
| 43 (17,0)          | 1920x1080    | 2073600 | 16:9      | 51 (130)   | màn hình notebook                                                                                          |              |              |
| 43 (17,0)          | 1920x1200    | 2304000 | 16:10     | 52 (133)   | màn hình notebook                                                                                          |              |              |
| 44 (17,3)          | 1600x900     | 1440000 | 16:9      | 42 (106)   | màn hình notebook                                                                                          |              |              |
| 44 (17,3)          | 1920x1080    | 2073600 | 16:9      | 50 (127)   | màn hình notebook                                                                                          |              |              |
| 47 (18,4)          | 1680x945     | 1587600 | 16:9      | 41 (105)   | màn hình notebook                                                                                          |              |              |
| 47 (18,4)          | 1920x1080    | 2073600 | 16:9      | 47 (120)   | màn hình notebook                                                                                          |              |              |
| 48 (19,0)          | 1024x768     | 786432  | 4:3       | 26 (67)    | màn hình máy tính                                                                                          |              |              |
| 48 (19,0)          | 1280x1024    | 1310720 | 5:4       | 34 (86)    | màn hình máy tính                                                                                          | 39 (15,2)    | 29 (11,4)    |
| 48 (19,0)          | 1440x900     | 1296000 | 16:10     | 35 (89)    | màn hình máy tính                                                                                          | 42,1 (16,56) | 23,7 (9,32)  |
| 51 (20,1)          | 1680x1050    | 1764000 | 16:10     | 39 (99)    | màn hình máy tính                                                                                          |              |              |
| 53 (21)            | 1024x768     | 786432  | 4:3       | 24 (61)    | màn hình máy tính                                                                                          |              |              |
| 53 (21)            | 1280x1024    | 1310720 | 5:4       | 31 (78)    | màn hình máy tính                                                                                          |              |              |
| 53 (21)            | 1600x1200    | 1920000 | 4:3       | 37 (95)    | màn hình máy tính                                                                                          |              |              |
| 53 (21)            | 1920x1440    | 2764800 | 4:3       | 45 (114)   | màn hình máy tính                                                                                          |              |              |
| 55 (21,5)          | 1920x1080    | 2073600 | 16:9      | 40 (102)   | màn hình máy tính, Apple iMac                                                                              |              |              |
| 56 (22)            | 1680x1050    | 1764000 | 16:10     | 35 (90)    | màn hình máy tính                                                                                          | 48,7 (19,17) | 27,4 (10,78) |
| 56 (22)            | 2048x1536    | 3145728 | 4:3       | 47 (120)   | màn hình máy tính, A201HT                                                                                  |              |              |
| 56 (22)            | 3840x2400    | 9216000 | 16:10     | 81 (205)   | màn hình máy tính, IBM T220/T221 LCD monitors                                                              | 48,7 (19,17) | 27,4 (10,78) |
| 56 (22)            | 1680x1050    | 1764000 | 16:10     | 35 (90)    | màn hình máy tính, Samsung T220 LCD monitors                                                               |              |              |
| 58 (23)            | 1920x1080    | 2073600 | 16:9      | 38 (96)    | màn hình máy tính                                                                                          |              |              |
| 58 (23)            | 1920x1200    | 2304000 | 16:10     | 39 (98)    | màn hình máy tính                                                                                          |              |              |
| 58 (23)            | 2048x1050    | 2150400 | 16:9      | 40 (102)   | màn hình máy tính                                                                                          |              |              |
| 61 (24)            | 1024x768     | 786432  | 4:3       | 21 (53)    | màn hình máy tính                                                                                          |              |              |
| 61 (24)            | 1920x1440    | 2764800 | 4:3       | 39 (100)   | màn hình máy tính                                                                                          |              |              |
| 64 (25)            | 1280x1024    | 1310720 | 5:4       | 26 (66)    | màn hình máy tính                                                                                          |              |              |
| 66 (26)            | 1920x1200    | 2304000 | 16:10     | 34 (87)    | màn hình máy tính                                                                                          |              |              |
| 69 (27)            | 1920x1200    | 2304000 | 16:10     | 33 (84)    | màn hình máy tính                                                                                          |              |              |
| 69 (27)            | 2048x1152    | 2359296 | 16:9      | 34 (87)    | màn hình máy tính                                                                                          |              |              |
| 69 (27)            | 2560x1440    | 3686400 | 16:9      | 43 (109)   | màn hình máy tính, Apple iMac                                                                              |              |              |
| 69 (27)            | 2560x1440    | 3686400 | 16:9      | 43 (109)   | màn hình máy tính, Dell UltraSharp U2711                                                                   |              |              |
| 76 (30)            | 2560x1600    | 4096000 | 16:10     | 40 (101)   | màn hình máy tính                                                                                          |              |              |
| 81 (32)            | 1366x720     | 1049088 | 16:9      | 19 (48)    | truyền hình, 720p                                                                                          |              |              |
| 81 (32)            | 1920x1080    | 2073600 | 16:9      | 32 (81)    | truyền hình, 1080i, 1080p                                                                                  |              |              |
| 94 (37)            | 1920x1080    | 2073600 | 16:9      | 24 (60)    | truyền hình, 1080i, 1080p                                                                                  |              |              |
| 110 (42)           | 640x480      | 307200  | 4:3       | 7,5 (19)   | truyền hình, 480i                                                                                          |              |              |
| 110 (42)           | 854x480      | 409920  | 16:9      | 9,1 (23)   | truyền hình, 480p                                                                                          |              |              |
| 110 (42)           | 720x576      | 414720  | 5:4       | 8,7 (22)   | truyền hình, 576i, 576p                                                                                    |              |              |
| 110 (42)           | 1280x720     | 921600  | 16:9      | 14 (35)    | truyền hình, 720p                                                                                          |              |              |
| 110 (42)           | 1920x1080    | 2073600 | 16:9      | 20 (52)    | truyền hình, 1080i, 1080p                                                                                  |              |              |
| 130 (50)           | 1920x1080    | 2073600 | 16:9      | 17 (44)    | truyền hình, 1080p                                                                                         |              |              |
| 130 (50)           | 3840x2160    | 8294400 | 16:9      | 35 (88)    | truyền hình, 2160p                                                                                         |              |              |
| 140 (55)           | 1920x1080    | 2073600 | 16:9      | 16 (40)    | truyền hình, 1080p                                                                                         |              |              |
| 140 (55)           | 3840x2160    | 8294400 | 16:9      | 31 (80)    | truyền hình, 2160p                                                                                         |              |              |

## Liên kết
- Tính toán PPI Lưu trữ ngày 30 tháng 12 năm 2013 tại Wayback Machine, tính PPI, dot pitch, và kích thước của màn hình hiển thị.